# بنای یادبود هرمان

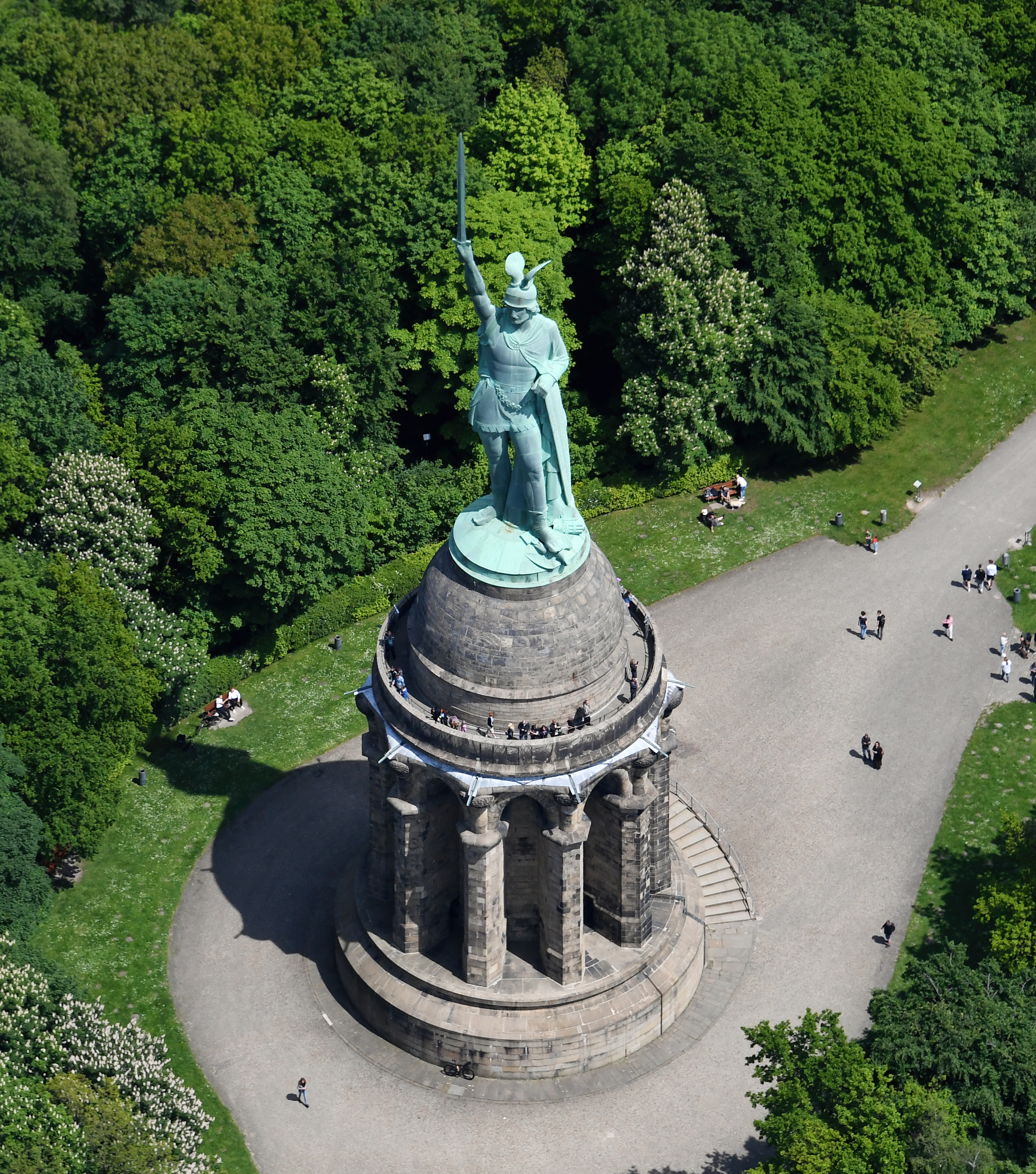
نمای هوایی از بنای یادبود هرمان

بنای یادبود هِرمان (آلمانی: Hermannsdenkmal) بنایی است واقع در جنوب غربی دتمولت در ناحیهٔ لیپه، در آلمان. این بنا بر روی تپه‌ای پوشیده از جنگل که گاهی به آن توتبورگ یا توت نیز گفته می‌شود (ارتفاع ۳۸۶ متر) در رشته کوه توتبورگ قرار دارد. بنای یادبود در داخل بقایای یک دژ حلقوی واقع شده است.
این بنای یادبود بین سال‌های ۱۸۳۸ تا ۱۸۷۵ ساخته شده تا از سردار جنگی کروسکی به نام آرمینیوس (در آلمانی، هرمان) و پیروزی او بر رومی‌ها در نبرد جنگل توتبورگ در سال ۹ میلادی یاد کند. زمانی که مجسمه ساخته شد، محل آن باور می‌شد که نزدیک به محل اصلی نبرد بوده است، اگرچه امروزه کارشناسان معتقدند احتمال بیشتری وجود دارد که نبرد در نزدیکی کالکریزه، حدود ۱۰۰ کیلومتر شمال غربی این منطقه رخ داده باشد.